# Rožmberkové
Rožmberkové, případně páni z Rožmberka (německy Rosenberger, Herren von Rosenberg), byli starý český šlechtický rod, jeden z tzv. rozrodů Vítkovců, který do 14. století vybudoval v jižních Čechách silné feudální panství (rožmberské dominium), a který konkuroval královské moci v českých zemích. Od roku 1418 byl vládnoucí člen rodu titulován jako „vladař domu rožmberského“.

## Historie

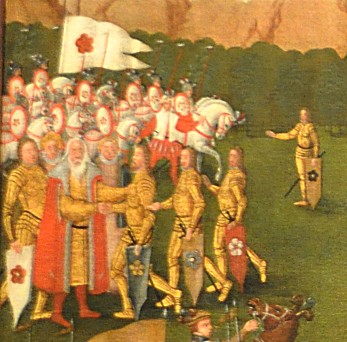
Vítek z Prčice se svými syny

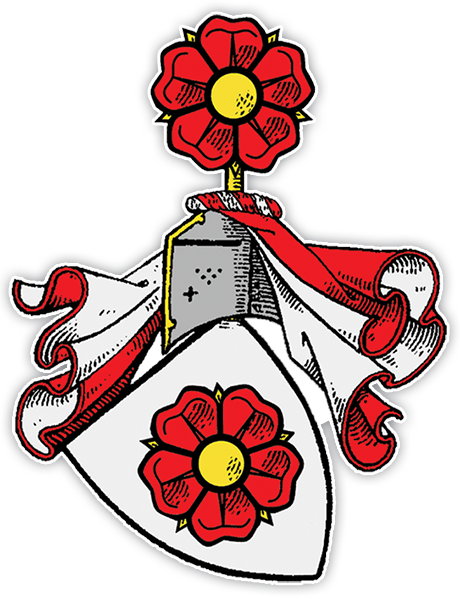
Původní erb pánů z Rožmberka tvoří pětilistá růže, stejně jako u ostatních Vítkovců

Praotec vítkovského rodu Vítek I. z Prčice zemřel v roce 1194 a podle legendy měl pod krumlovským hradem během slavnostního aktu, nazývaného Dělení růží (původní erb pánů z Rožmberka tvoří pětilistá růže), rozdělit své panství mezi pět svých synů, kteří poté založili vlastní rodové linie. Za zakladatele rodu Rožmberků je považován Vítkův syn Vítek III. z Prčice a Plankenberka. Jméno tato větev Vítkovců získala nejspíše podle hradu Rožmberk, který založil jeho syn Vok I. z Rožmberka. Tento hrad zase nejspíš získal jméno podle růže, která byla v různých barevných provedeních znakem všech Vítkovců.
Postupem času vzrůstala moc a majetek tohoto rodu. Tomu napomohlo nejen dědictví po jiné větvi Vítkovců – rodu pánů z Krumlova (např. Zvíkov) v roce 1302, ale také zásada dědičnosti statku pro nejstaršího syna, čímž se zabránilo dělení majetku. Postupem času tak došlo k vytvoření dominia (panství), které bylo urbanizováno, mělo své purkrabství, vlastní urbář. Vznikla zde tzv. Rožmberská kniha, což je nejstarší česky psaná práce právního charakteru.
Základy největšího panství v českém státě vznikly na přelomu 12. a 13. století, kdy se vytvořila důležitá rodová centra, např. Prčice, Vyšší Brod, Soběslav, Veselí nad Lužnicí či hrad Blankenberg v Horních Rakousích, kde vznikla další panství, která se zrodila i ve Slezsku či na Moravě. Později přidali Nové Hrady, Třeboň, Strakonice, Sedlčany a další panství na Plzeňsku a dalších částech země.

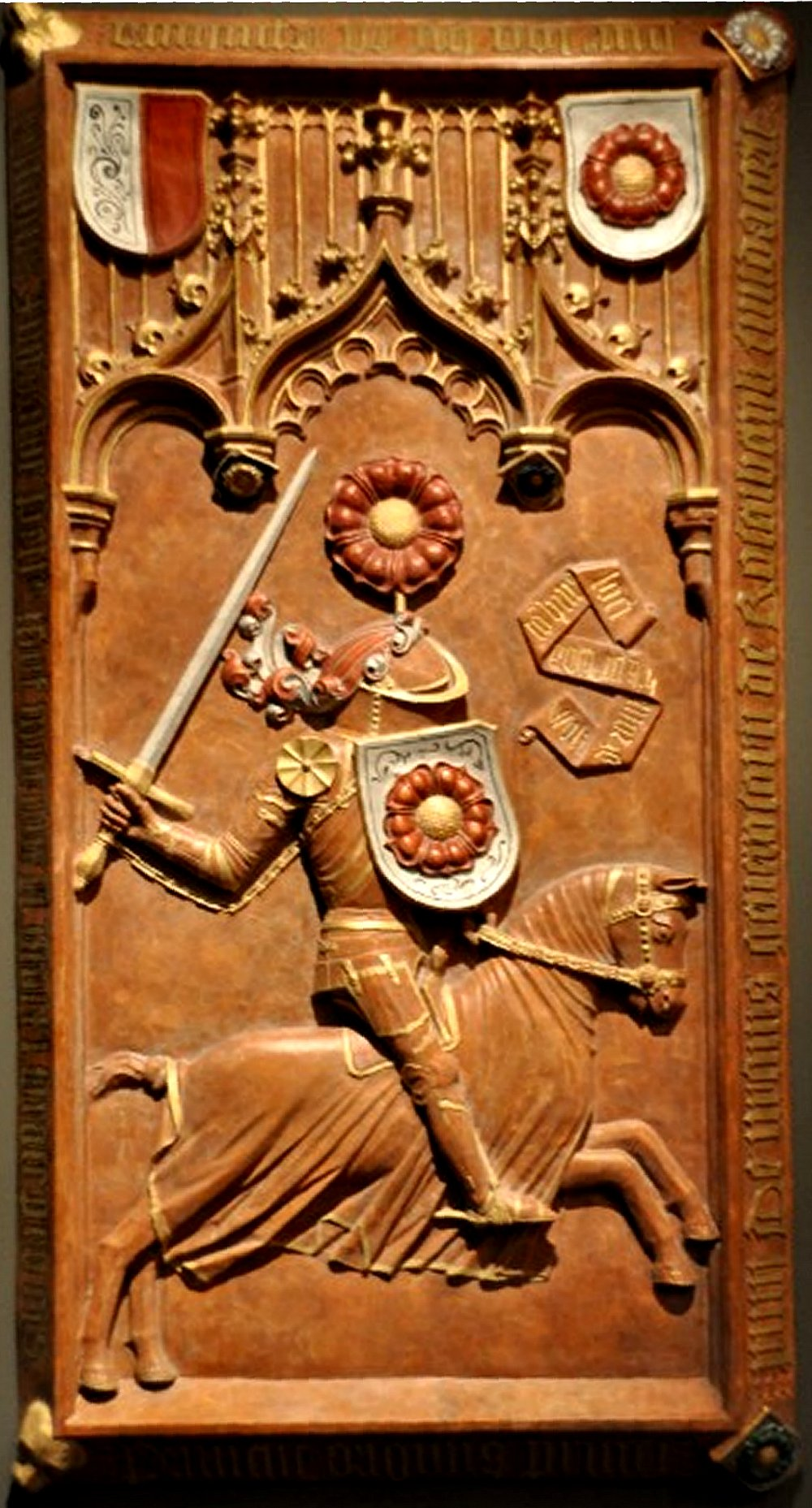
Rožmberský epitaf nad rodovou hrobkou (Vyšší Brod)

Oldřich II. († 1462) jako schopný politik z pozadí řídil jednání po smrti Ladislava Pohrobka, snažil se zvednout prestižní postavení rodu paděláním majestátu z roku 1360.
Oldřichův syn, Jindřich IV., se stal vrchním hejtmanem ve Slezsku, další Oldřichův syn, Jošt II., působil jako vratislavský biskup, kníže niský a generální převor řádu johanitů.

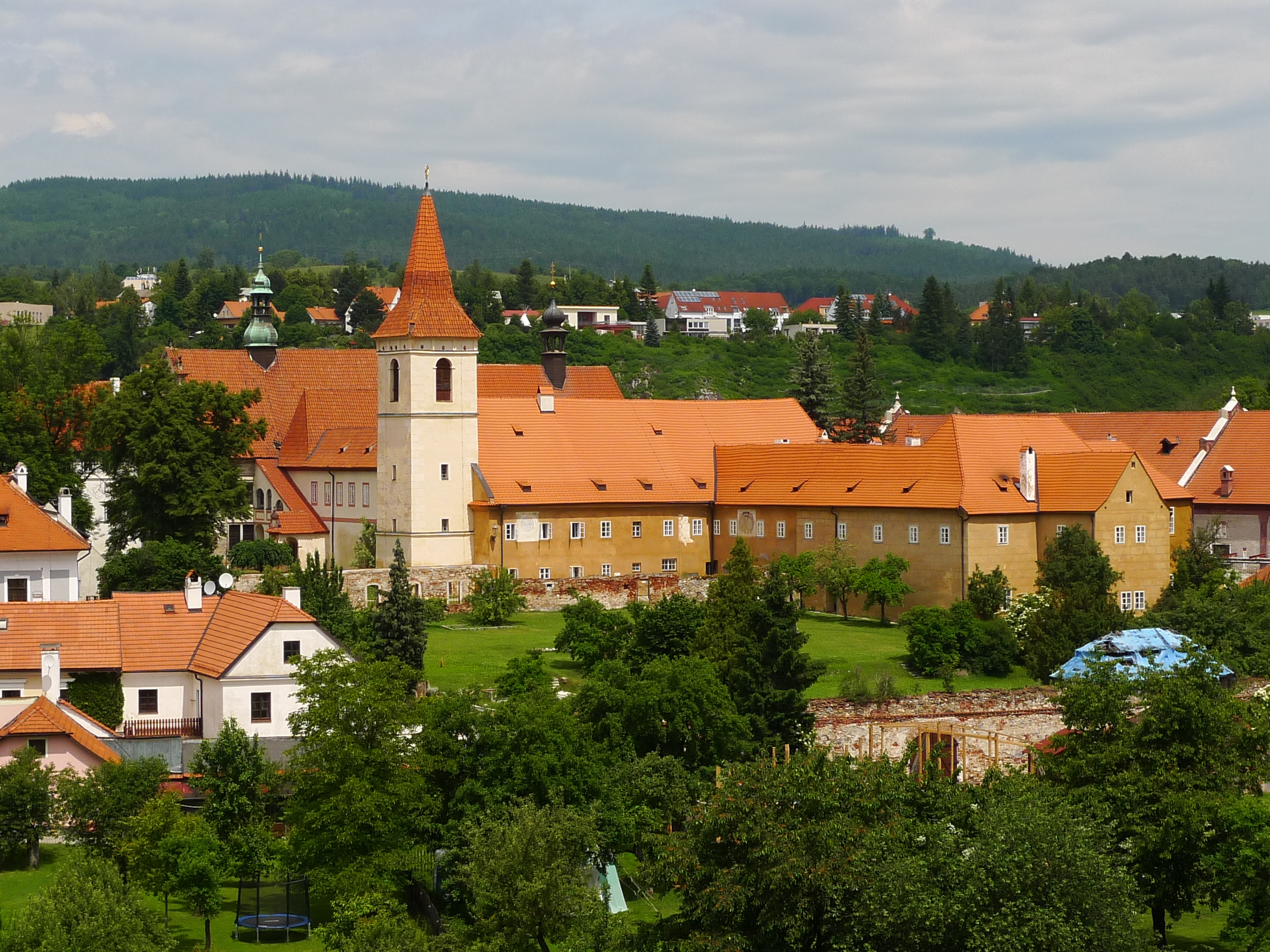
Minoritský klášter v Českém Krumlově založený Rožmberky roku 1350

V roce 1350 založila Kateřina z Rožmberka (rozená z Vartemberka) vdova po nejvyšším komorníkovi Českého království Petru z Rožmberka, se svými čtyřmi syny Petrem II., Joštem, Oldřichem a Janem minoritský klášter v Českém Krumlově.
Rožmberkové patřili k mocenské elitě, která se často byla schopna postavit moci krále. Zastávali vysoké funkce, působili jako místodržící, nejvyšší komorníci i maršálové, nevyhýbali se duchovním hodnostem. V 16. století zaujímal rožmberský vladař nejpřednější místo v hierarchickém systému české šlechty. Ve druhé polovině 16. století drželi Roudnici nad Labem, Bechyni, Vimperk a Libeň u Prahy.
Mimo české země byly představitelům Rožmberků prokazovány pocty vyhrazené knížatům, v samotných Čechách však z důvodu konzervativní politiky Rožmberkové lpěli na titulu pán. O Vilémovi z Rožmberka (1535–1592) se dokonce roku 1573 uvažovalo jako o kandidátovi na polský trůn. Předtím vykonával funkci nejvyššího komorníka, patřil mezi čelné představitele českých stavů, od roku 1570 byl nejvyšším purkrabím. Byl čtyřikrát ženatý s členkami evropských rodů, Kateřinou Brunšvickou z rodu Welfů, Žofií Braniborskou z Hohenzollernu, Annou Marií Bádenskou a Polyxenou z Pernštejna. Přesto nezplodil potomka a dědictví připadlo jeho bratru Petru Vokovi. Jejich majetku se vyrovnaly pouze rody, jako byli Pernštejnové, ale i ti jenom v určitých obdobích. Není u nás rod, který by se ve středověku mohl poměřovat s tímto rodem.
Posledním potomkem rodu byl Petr Vok (byl tak slovutný, že v Anglii jej přijala i královna Alžběta I), který zemřel v Třeboni roku 1611 a který kvůli dluhům musel prodat dvě třetiny rodového majetku (jeho rodové peníze vykoupily Čechy z jha Pasovských, které pozval císař), například císař Rudolf II. od nich koupil Český Krumlov, proto se novým sídlem Rožmberků stala Třeboň. I přes dluhy patřili k nejbohatší české šlechtě. Po jeho smrti rodové jmění podle smlouvy z 9. prosince 1484 připadlo Švamberkům, na jednotu dominia navázali Eggenberkové a později Schwarzenbergové.
Velice významná byla rodová Rožmberská knihovna založená již ve 14. století, podle některých odborníků největší ve střední Evropě.

## Pohřebiště Rožmberků
- Kostel Nanebevzetí Panny Marie v cisterciáckém klášteře ve Vyšším Brodě
- Kostel svatého Jiljí a Panny Marie Královny při klášteře augustiniánů v Třeboni
- Kostel sv. Víta v Českém Krumlově

### Seznam pohřbených ve Vyšším Brodě
Většina příslušníků rodu je pohřbena v cisterciáckém klášteře Vyšší Brod, část v klášterním kostele sv. Jiljí v Třeboni, Vilém z Rožmberka (1535–1592) byl pochován se svojí třetí manželkou Annou Marií Bádenskou (1562–1583) v kostele sv. Víta v Českém Krumlově.
- Vok I. z Rožmberka
- Vítek II. z Příběnic
- Vítek V. z Příběnic
- Eliška z Dobrušky
- Jindřich I. z Rožmberka
- Johanka z Rožmberka
- Viola Těšínská
- Petr I. z Rožmberka
- Kateřina z Vartemberka (1355)
- Markéta z Rožmberka
- Jošt I. z Rožmberka
- Alžběta z Vartemberka
- Oldřich I. z Rožmberka
- Barbora ze Schaunberga
- Anežka z Wallsee
- Jindřich III. z Rožmberka
- Alžběta z Kravař
- Jindřich IV. z Rožmberka
- Oldřich II. z Rožmberka
- Jan II. z Rožmberka
- Anna Hlohovská
- Jindřich V. z Rožmberka
- Alžběta z Kravař a ze Strážnice
- Vok II. z Rožmberka
- Oldřich III. z Rožmberka
- Petr IV. z Rožmberka
- Jindřich VII. z Rožmberka
- Bohunka ze Starhemberku
- Ferdinand Vok z Rožmberka
- Jan III. z Rožmberka
- Jošt III. z Rožmberka (1488–1539)
- Petr V. z Rožmberka (1489–1545)
- Kateřina Brunšvická (1534–1559)
- Anna z Rogendorfu (kolem 1600–1562)
- Žofie Braniborská z Hohenzollernu (1541–1564)
- Kateřina z Ludanic (asi 1565–1601)
- Petr Vok z Rožmberka (1539–1611)[6]

### Seznam pohřbených v Třeboni
- Jan I. z Rožmberka
- Kateřina z Vartemberka
- Johana z Rožmberka
- Anežka z Rožmberka
- Jindřich VI. z Rožmberka
- Petr II. Holický ze Šternberka († 1514) a jeho žena Kateřina z Rožmberka (1457–1521), sestra rožmberského vladaře Voka II.

## Erb
V erbu je červená pětilistá šípková růže. Vilém z Rožmberka přidal červeno-stříbrné kosmé pruhy, které měly upozorňovat na údajnou příbuznost s italský rodem Ursiniů.
Rožmberská růže je v současnosti užívána např. na znaku Českého Krumlova nebo na symbolech Jihočeského kraje.

## Příbuzenstvo
Spojili se s Vartenberky, pány z Kravař, z Lipé, Lichtenštejny, Hohenzollerny, Welfy, Pernštejny, Bavory ze Strakonic, Roggendorfy, Zrinskými ze Serynu, či pány z Hlohova.

## Rybníkářství
Rožmberkové, kteří žili na jihu České republiky velice rádi pracovali s vodou, např. stavěli umělé vodní kanály nebo rybníky. Byli schopni postavit, hlavně v oblasti Třeboňska, až na 460 rybníků, které byly různě pospojovány vodními kanály. Tato důmyslná síť vznikla citlivými zásahy do krajiny, které byly vedeny Jakubem Krčínem z Jelčan. Pod jeho rukama vznikly největší rybníky v oblasti, rybník Rožmberk nebo rybník Svět. Rybníky se zachovaly až do dnešních let a staly se biosférickou rezervací UNESCO. Nachází se zde také mnoho dalších chráněných území, jako je například CHKO Třeboňsko. Oblast je také hojně využívána na rekreaci díky rašeliništím, rozlehlým borovým lesům nebo zachovalé architektuře okolních měst a vesnic.